# Nosy Komba
Pour les articles homonymes, voir Nosy (homonymie).
Nosy Komba, "l'île aux lémuriens", est une petite île volcanique située au nord-ouest de Madagascar, entre Nosy Be et la Grande Terre. Son point culminant est le volcan Antaninaomby, à 622 mètres d'altitude.
Elle abrite de nombreuses familles de makis, considérés comme sacrés par les insulaires.
Appelée également Nosy Ambariovato, qui signifie l'"île entourée de rochers", elle est protégée des eaux coléreuses par des rochers de formation volcanique. Revêtue d'une forêt tropicale dense et épaisse, elle abrite une faune et une flore riches et variées. Ses jolies plages et l'insouciance qui y règne font d'elle une destination pour les amoureux du farniente et des espaces sauvages.

## Accès
Cette île de 8 km de diamètre est située à 20 minutes de pirogue en l'île de Nosy Be. La pirogue est l’unique moyen de transport pour rejoindre Nosy Komba.
Il n’y a qu’une rotation par jour depuis Hell-Ville, le port de Nosy Be. Les pirogues partent de Nosy Komba pour Nosy Bé entre 7 h et 7 h 30, et arrivent vers 8h au port des pirogues. Elles repartent de Nosy Be vers 11 h pour arriver avant midi.
De la grande terre, on y accède en bateau sur demande à partir du petit port d'Ankify situé à 20 km au nord ouest d'Ambanja

## Économie
Nosy Komba est une île dont les principales institutions sont le dispensaire et l'unique école de l'île, tous deux construits dans le village d'Ampangorina, au nord de l'île, à deux heures de marche d’une multitude de petits villages côtiers isolés (Antitorona, Antamotamo, Antrema, Anjiabe, Ampasimbe...). Il existe d'autres petites écoles dans certains villages, et un cabinet dentaire est en création, sous l'impulsion d'un italien, Stefano, installé dans le village d'Antitourne. À l'école d'Antitoron, le projet One Laptop Per Child (OLPC) vise à fournir cent ordinateurs portables aux écoliers.
L'économie de ce micro système repose sur la fabrication de nappes, travaillées en broderie ou en point "Richelieu", mot qui s'est progressivement transformé en "réssélé" au fil des générations. Ces toiles de coton naturel ("gora" ou "soga") sont brodées à la main par les femmes de l'île. L'autonomie est assurée par les cultures de riz en montagne et la pêche. Cependant, le produit de celle-ci tend à se raréfier. L'île produit également du rhum, de la vanille et des épices.
Les hauteurs de Nosy Komba, riche d’une faune incroyable, sont aussi le lieu de culture du riz et de fabrication de magnifiques pirogues mesurant jusqu’à 12 mètres de long, à balancier unique, et pouvant embarquer deux douzaines de personnes. Une carrière de pierre est également exploitée en bord de plage.
Les principaux commerces sont les épiceries, et il est possible de louer des bungalows pour une somme modique. Quelques restaurants typiques ou bars sont aussi là pour accueillir les touristes de passages.

## Tourisme
Plus de 4 000 habitants peuplent cette île, où l'insouciance et la joie de vivre attirent certains touristes heureux de fuir les voitures, la modernité croissante et la foule de Nosy Be. Nosy Komba est en effet dépourvue d’électricité, même si les groupes électrogènes commencent à se multiplier sur l’île. Toujours grâce à Stefano, le village d'Antitourne s'est muni d'une turbine qui alimente un système électrique couvrant les besoins de la communauté. Il n'y a également aucune route, et seuls les chemins tracés par l'habitude permettent d'arpenter la montagne et de rejoindre d'autres villages.
Les touristes des hôtels de Nosy Be y viennent en masse pour y acheter ses célèbres nappes et y observer les lémuriens. Ils arrivent avec leurs propres bateaux de 7 mètres de long, et ne restent que quelques heures, le temps de traverser le village d'Ampangorina, dans un sens, puis dans l'autre, pour visiter les petites boutiques qui vendent colliers, peintures ou châles malgaches. Un excellent sculpteur vend aussi ses œuvres dans ces différentes boutiques. On trouve également des restaurants, des bars, quelques maisons d'hôtes et des hôtels.
Le tour de l'île en pirogue est aussi une magnifique balade proposée aux touristes de passage. Il suffit aussi de se renseigner auprès des villageois pour organiser une longue randonnée dans la montagne de Nosy Komba avec Yvonne Jacqueline Abdallah. Elle vous fera découvrir l'incroyable pharmacopée de Madagascar, ainsi que ses espèces endémiques où d'autres, comme l'arbre du voyageur, l'ylang-ylang, le poivrier, le caféier ou les célèbres makis.
De nombreux autres guides locaux sont capables de vous emmener en excursion, car ils connaissent parfaitement leur île.
On pratique également sur l'île la pêche au gros, à la palangrotte ou à la traîne. La plongée sous-marine est également possible.

## Galerie

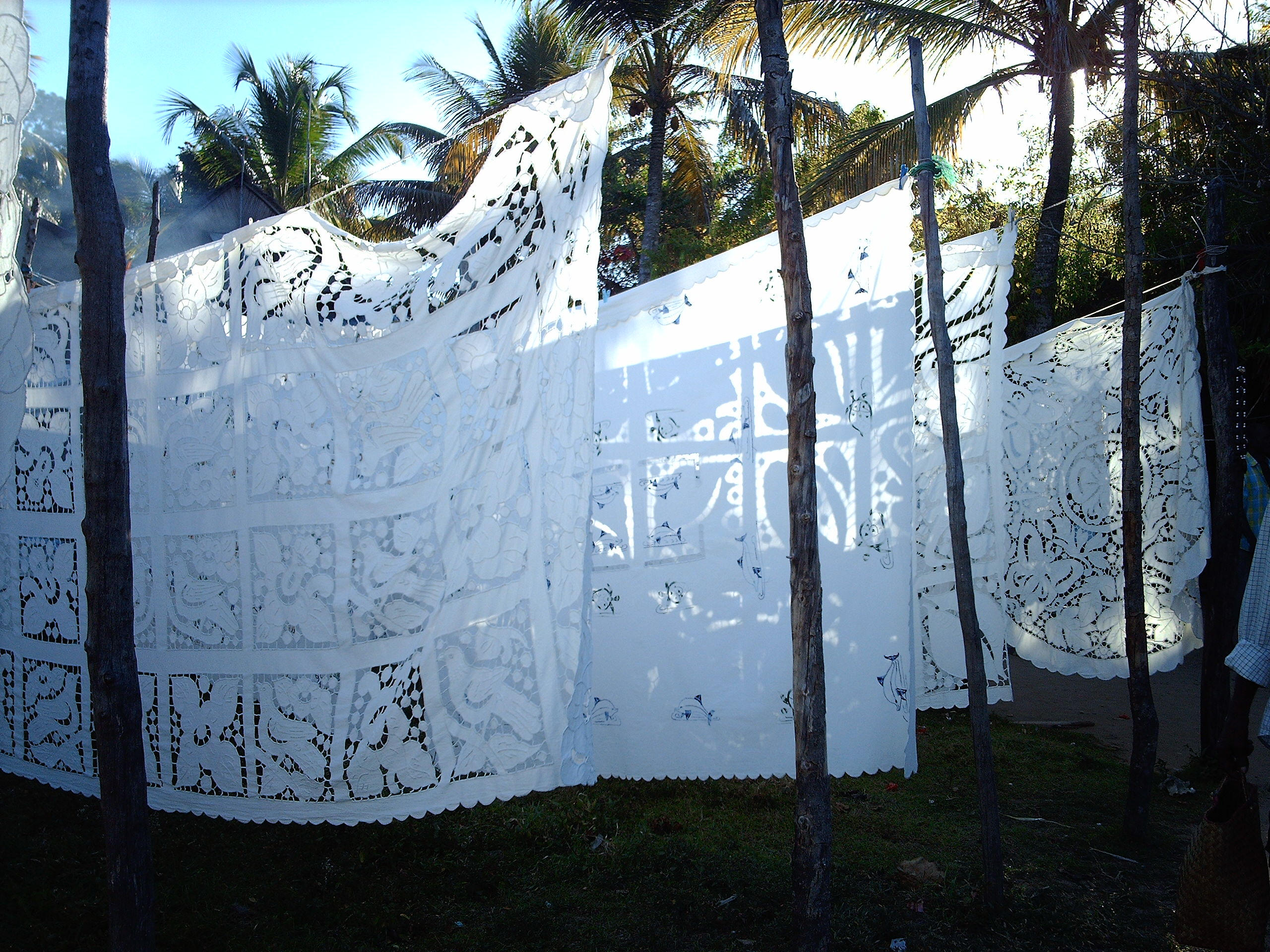
Réssélés de Nosy Komba
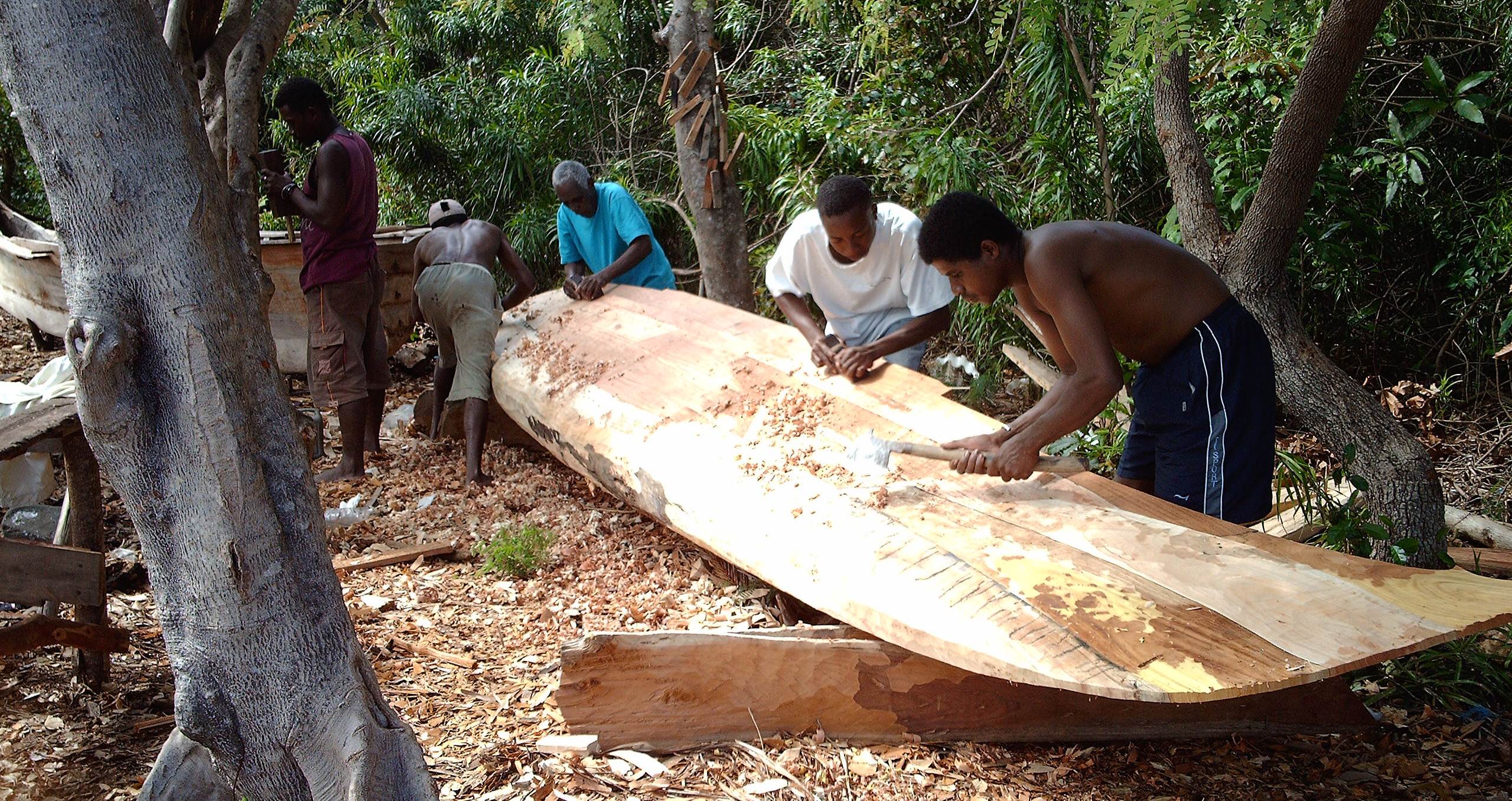
Fabrication d'une pirogue
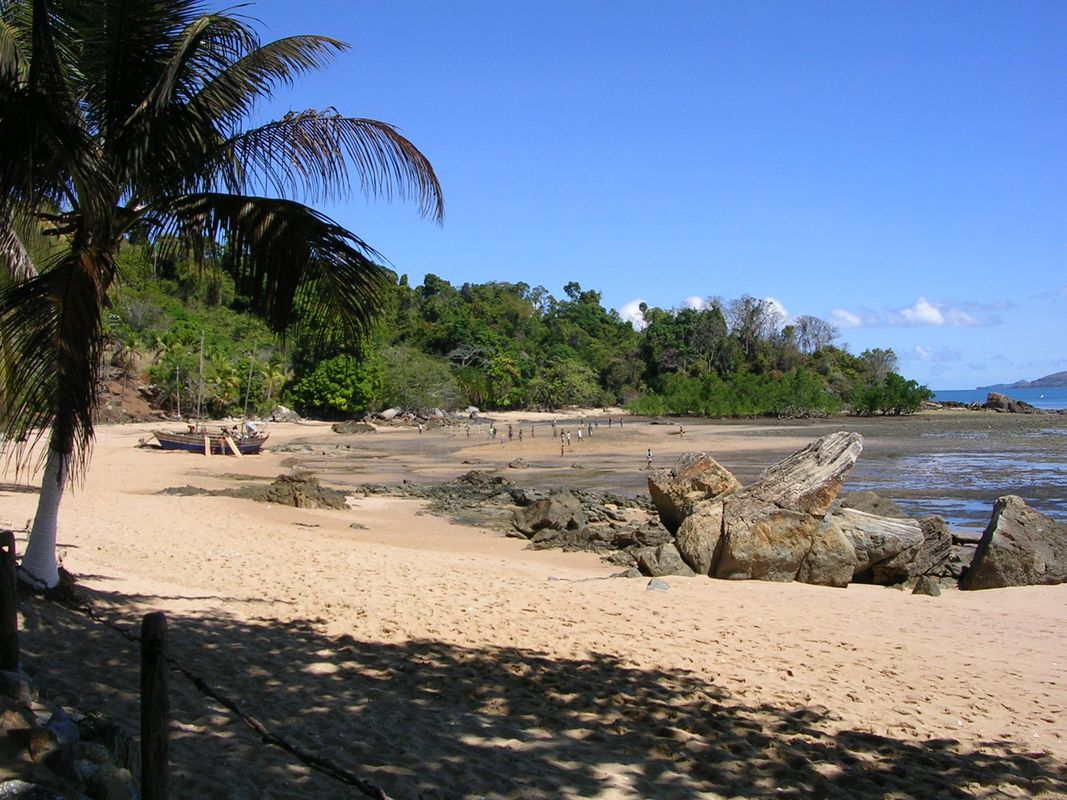
Plage
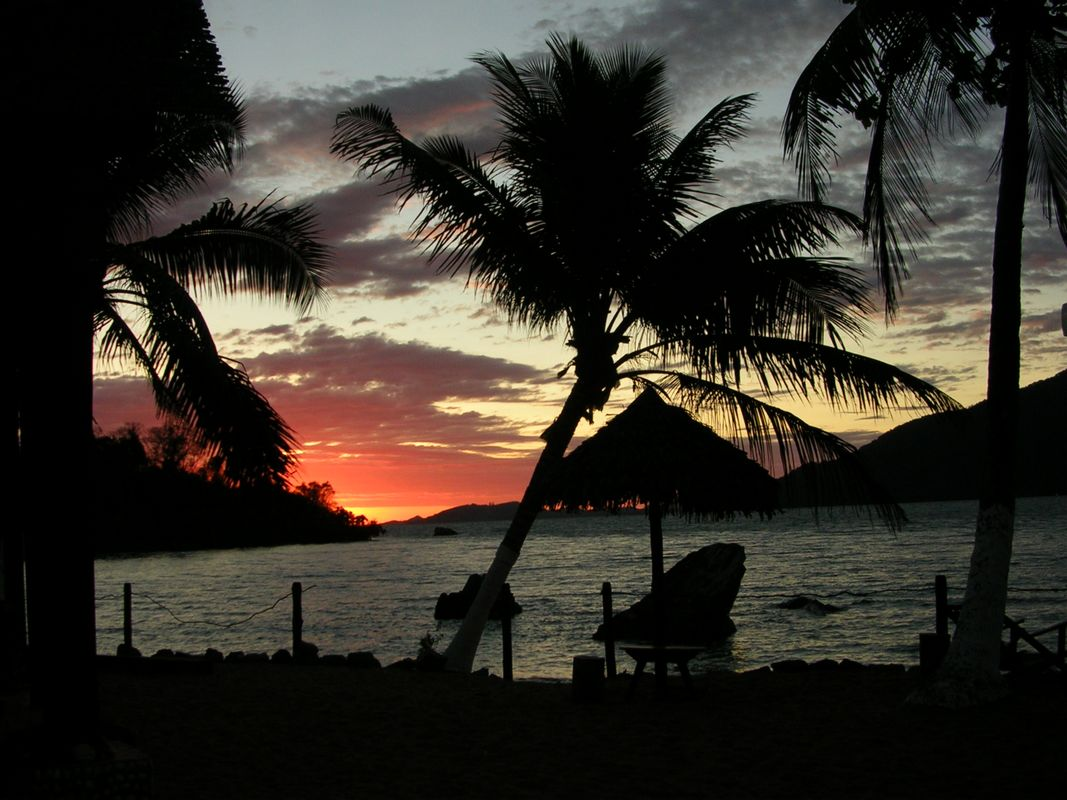
Coucher de soleil
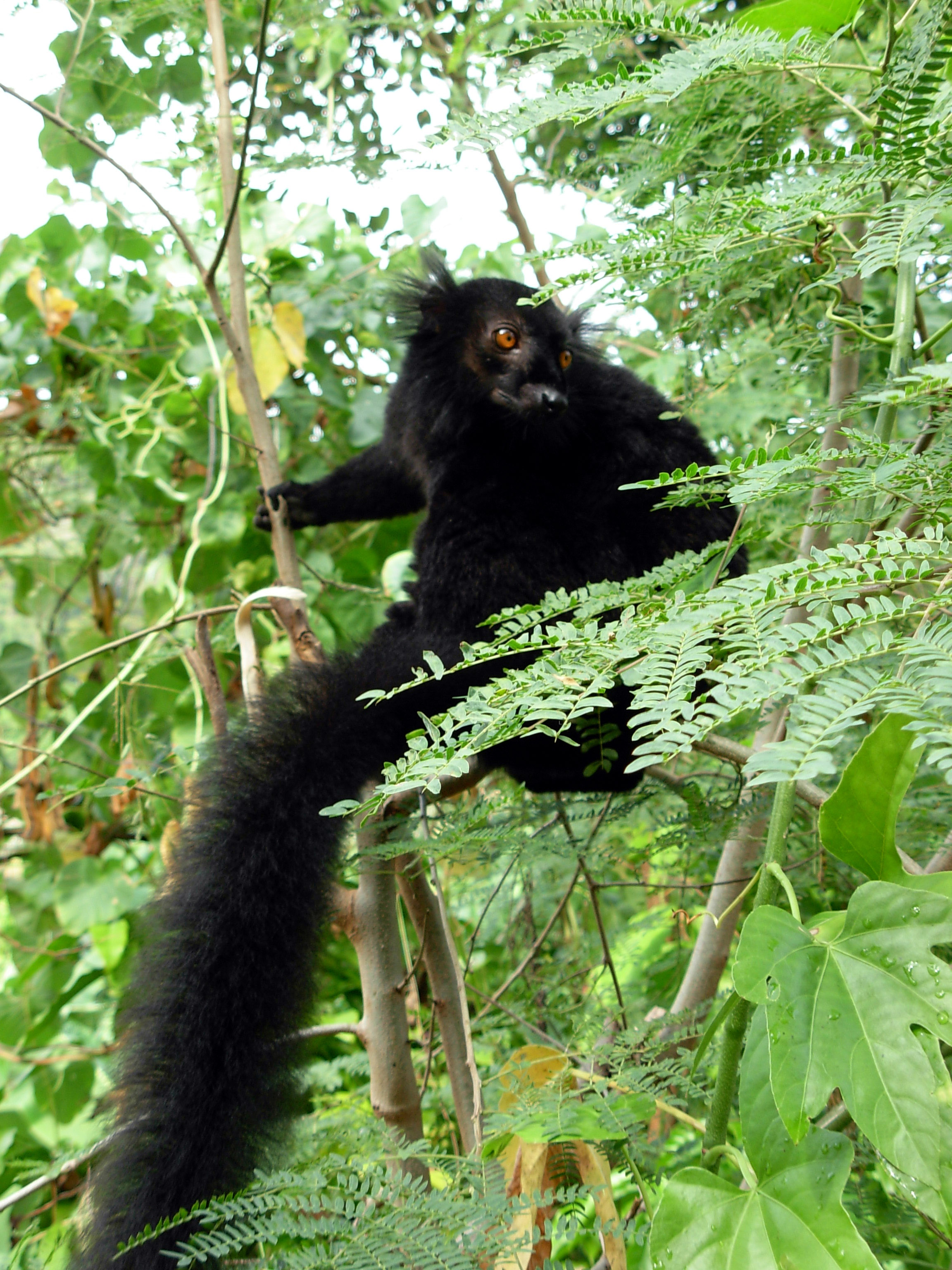
Un maki